# Золотая медаль Роберта Капы
Золотая медаль Роберта Капы (англ. Robert Capa Gold Medal) — ежегодная премия в области фотожурналистики.

## История
Учреждена в честь известного военного фотокорреспондента Роберта Капы, погибшего во Вьетнаме в 1954 году, вручается Международным пресс-клубом Америки с 1955 года за «лучший опубликованный фоторепортаж из-за рубежа, потребовавший исключительной храбрости и инициативы».

## Награждённые

### 2010-е годы
- 2017: Кэрол Гузи[4], Zuma Press, «Scars Of Mosul: The Legacy of ISIS»[5].
- 2016: Брайан Дентон[6]/Сергей Пономарёв[7], The New York Times[8][9], «What ISIS Wrought»[10].
- 2015: Бассам Кхабиех, Рейтер, «полевом госпитале в Дамаске»[11].
- 2014: Маркус Блисдейл, Хью́ман Райтс Вотч, Форин полиси, Национальное географическое общество, «Ад: Центральноафриканской республике»[12].
- 2013: Тайлер Хикс, The New York Times, Теракт в торговом центре Найроби[13].
- 2012: Фабио Бучарелли, Агентство Франс Пресс, «Бой насмерть»[14].
- 2011: Андре Лион, Prospekt Photographers, EПА для Newsweek — МККК, «Almost Dawn in Libya»[15].
- 2010: Агнес Дерби, The New York Times, «Violence Erupts in Thailand»[16].

### 2000-е годы
- 2009: Халил Хамра, Ассошиэйтед Пресс, Война в секторе Газа[17].
- 2008: Шауль Шварц, Гетти Имаджес, Политический кризис в Кении[18].
- 2007: Джон Мур[19], Гетти Имаджес, Убийство Беназир Бхутто[20][21].
- 2006: Паоло Пеллегрин[22], Магнум Фото, «True Pain: Israel & Hizbullah»[23].
- 2005: Крис Гондрос[24], Гетти Имаджес, «Одна ночь в Талль-Афар»[25].
- 2004: Эшли Гилбертсон (Aurora), The New York Times, «Битва за Фаллуджу»[26].
- 2003: Каролин Коул, The Los Angeles Times, «Covering Conflict: Iraq and Liberia»[27].
- 2002: Каролин Коул, The Los Angeles Times, «Базилика Рождества Христова: In the Center of the Siege»[27].
- 2001: Люк Делахайе[28], Магнум Фото для Newsweek, «Афганистан».
- 2000: Крис Андерсон (Aurora), The New York Times Magazine, «Desperate Passage»[29].

### 1990-е годы
- 1999: Джон Стэнмейер[30] (Saba), Time, «Убийство Бернардино Гутеррес в Дили, Восточный Тимор»[31].
- 1998: Джеймс Нахтвей[32], Магнум, Time, «Индонезия: Descent into Madness».
- 1997: Хорст Фаас/Тим Пэйдж, Random House, «Реквием: By the Photographers Who Died in Vietnam and Indochina»[33].
- 1996: Коррин Дюфка[34] (Reuters), «Первая: From a Dead Man’s Wallet».
- 1995: Энтони Сво, Time, «Грозный: Russia’s Nightmare»[35].
- 1994: Джеймс Нахтвей[32], Магнум, Time, «выборы насилие в Южно-Африканская».
- 1993: Пол Уотсон, The Toronto Star, «Могадишо»[36].
- 1992: Люк Делахайе[28] (Sipa Press), «Сараева: Life in the War Zone».
- 1991: Кристофер Моррис[37][38] (Black Star), Time, Вуковарская резня[39].
- 1990: Брюс Хэйли[40] (Black Star), U.S. News & World Report, Гражданская война в Бирме.

### 1980-е годы
- 1989: Дэвид Тэрнли[41] (Black Star & The Detroit Free Press) «Revolutions in China and Romania».
- 1988: Крис Стил-Перкинс[42], Магнум, Time, «Graveside Terror».
- 1987: Джанет Нотт, The Boston Globe, «Democracy: What Price?»[43]
- 1986: Джеймс Нахтвей[32], Time/GEO (German edition), «Island at War».
- 1985: Питер Магубане[44], Time, «Cry for Justice: Cry for Peace».
- 1984: Джеймс Нахтвей[32] (Black Star), Time, «Фотографии Эль-Сальвадо́р».
- 1983: Джеймс Нахтвей[32], Time, «Ливан».
- 1982: Гарри Мэттисон, Time, «Сальвадо́р»[45].
- 1981: Руди Фрей[46], Time, Военное положение в Польше.
- 1980: Стив Маккарри, Time, Афганская война[47].

### 1970-е годы
- 1979: Кавех Голестан, Time, Исламская революция в Иране[48].
- 1978: Сьюзан Мейселяс, Time, Никарагуа[49].
- 1977: Эдди Адамс (The Associated Press), «The Boat of No Smiles», о вьетнамских «людях в лодках»[50].
- 1976: Катрин Лерой (Gamma), Time, за освещение боёв в Бейруте[51].
- 1975: Дирк Халстед, Time, освещение событий во Вьетнаме[52].
- 1974: У. Юджин Смит, Camera 35, «Минамата»[53].
- 1973: Дэвид Барнетт[54]/Раймон Депардон/Чарльз Герретсен (Gamma Presse Images), «Чили»[55].
- 1972: Клайв Лимпкин[56], Penguin Books, «Схватка за Богсайд».
- 1971: Ларри Барроуз[57], Life, Вьетнам.
- 1970: Киоши Савада[58] (United Press International), Вьетнам[59].

### 1960-е годы
- 1969: Анонимный чешский фотограф[60]/Йозеф Куделка, Look, «A Death to Remember»[61].
- 1968: Джон Олсон, Life, «The Battle That Regained and Ruined Huế»[62].
- 1967: Дэвид Дуглас Дункан[63], Life и ABC News, Вьетнам.
- 1966: Генри Хюэт[64] (The Associated Press), Вьетнам[65].
- 1965: Ларри Барроуз[57], Life, «With a Brave Crew on a Deadly Flight»[66].
- 1964: Хорст Фаас[67] (The Associated Press), освещение Вьетнамской войны.
- 1963: Ларри Барроуз[57], Life, освещение Вьетнамской войны[68].
- 1962: Петер Дехмель/Клаус Дехмель[69], NBC, «Туннель»[70].
- 1961: не присуждалась.
- 1960: Юнг Су Квон[71], NBC, Coverage of Japanese riots at the time of Джеймс Хагэрти's arrival[72].

### 1950-е годы
- 1959: Марио Бьясетти[73], CBS, Никарагуа[74].
- 1958: Пол Брак[75], CBS, освещение событий в Ливане.
- 1957: не присуждалась.
- 1956: Джон Садови, Life, Венгерское восстание[76].
- 1955: Говард Сохурек[2][77], Магнум Фото для Life, Вьетнам[78].